# 阿普塔斯 (密蘇里州)
阿普塔斯（英語：Aptus）是位於美國密蘇里州華盛頓縣的非建制地區。

## 歷史
阿普塔斯的郵局於1890年設立，其後於1915年停運。當地於1925年時共有人口33人。

## 地理
阿普塔斯所處的海拔為高於海平面210米（即689英呎），而該地所採用的時區為UTC-6，即北美中部時區（CST）。同時該地設有夏令時間，為UTC-6調快一小時，即UTC-5（CDT）。